# (5104) Skripnichenko
(5104) Skripnichenko (1986 RU5) – planetoida z pasa głównego asteroid okrążająca Słońce w ciągu 4,23 lat w średniej odległości 2,61 j.a. Odkryta 7 września 1986 roku.